# Clean Air Classic 1972
Il Clean Air Classic 1972 è stato un torneo di tennis giocato su campi indoor. È stata la 2ª edizione del torneo, che fa parte del Commercial Union Assurance Grand Prix 1972. Si è giocato a New York negli Stati Uniti, dal 21 al 27 febbraio 1972.

## Campioni

### Singolare
Stan Smith ha battuto in finale  Juan Gisbert con il punteggio di 4–6 7–5 6–4 6–1

### Doppio
Stan Smith /  Erik Van Dillen  hanno battuto in finale  Jim McManus /  Jim Osborne con il punteggio di 6–4 6–1